# Alexander Schleicher ASH 31
Dimensions
L'ASH 31 est un motoplaneur monoplace fabriqué par Alexander Schleicher, propulsé par un moteur Austro Engine IAE50R rotatif de type Wankel. 
Il est conçu sur la base de l'ASH 26, avec une envergure portée à 21 mètres. Il peut disposer de bout d'ailes réduisant l'envergure à 18 m pour concourir en classe FAI 18 mètres. 
L'ASH 31 a effectué son premier vol le 21 avril 2009.

## Photos

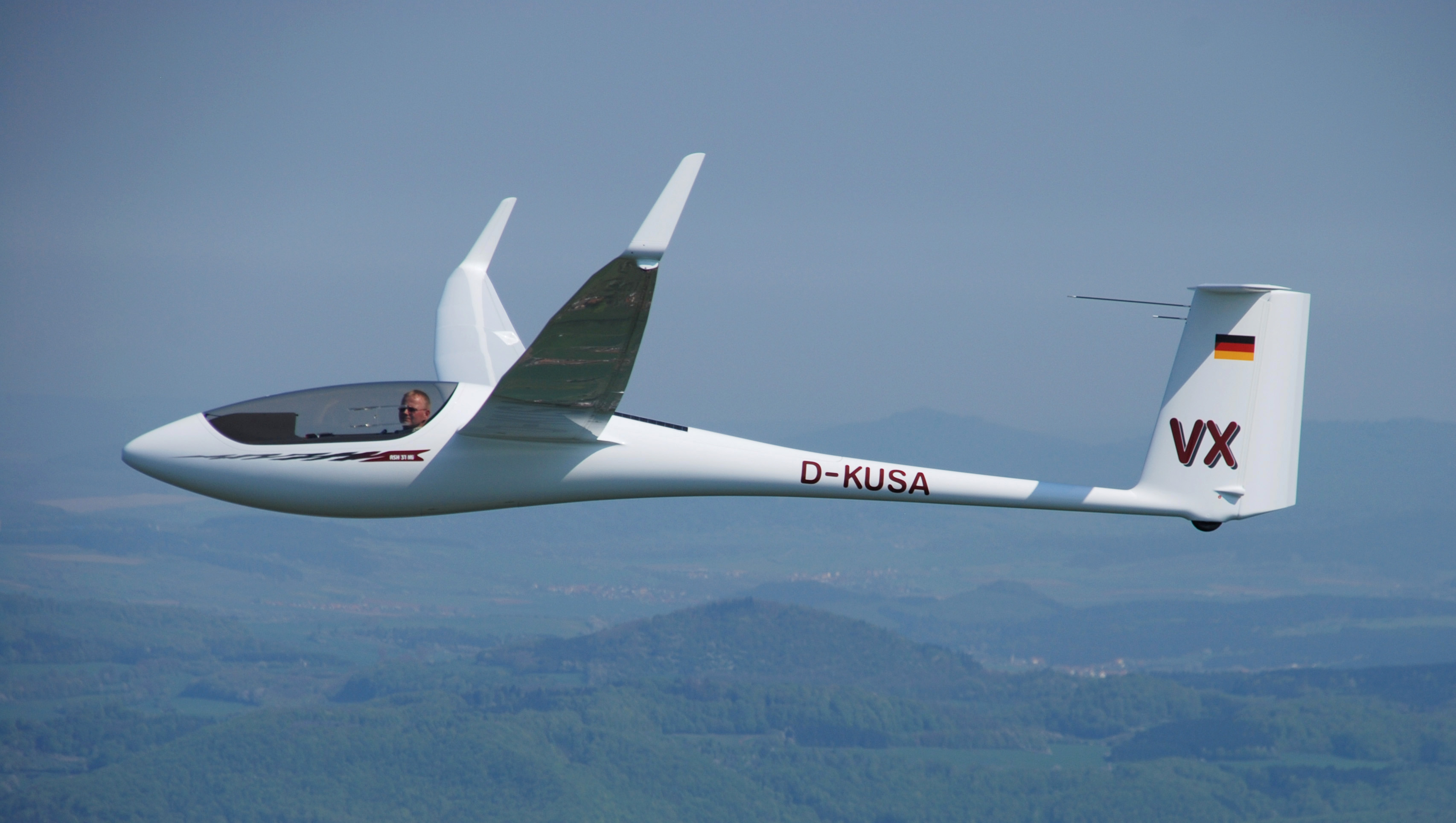
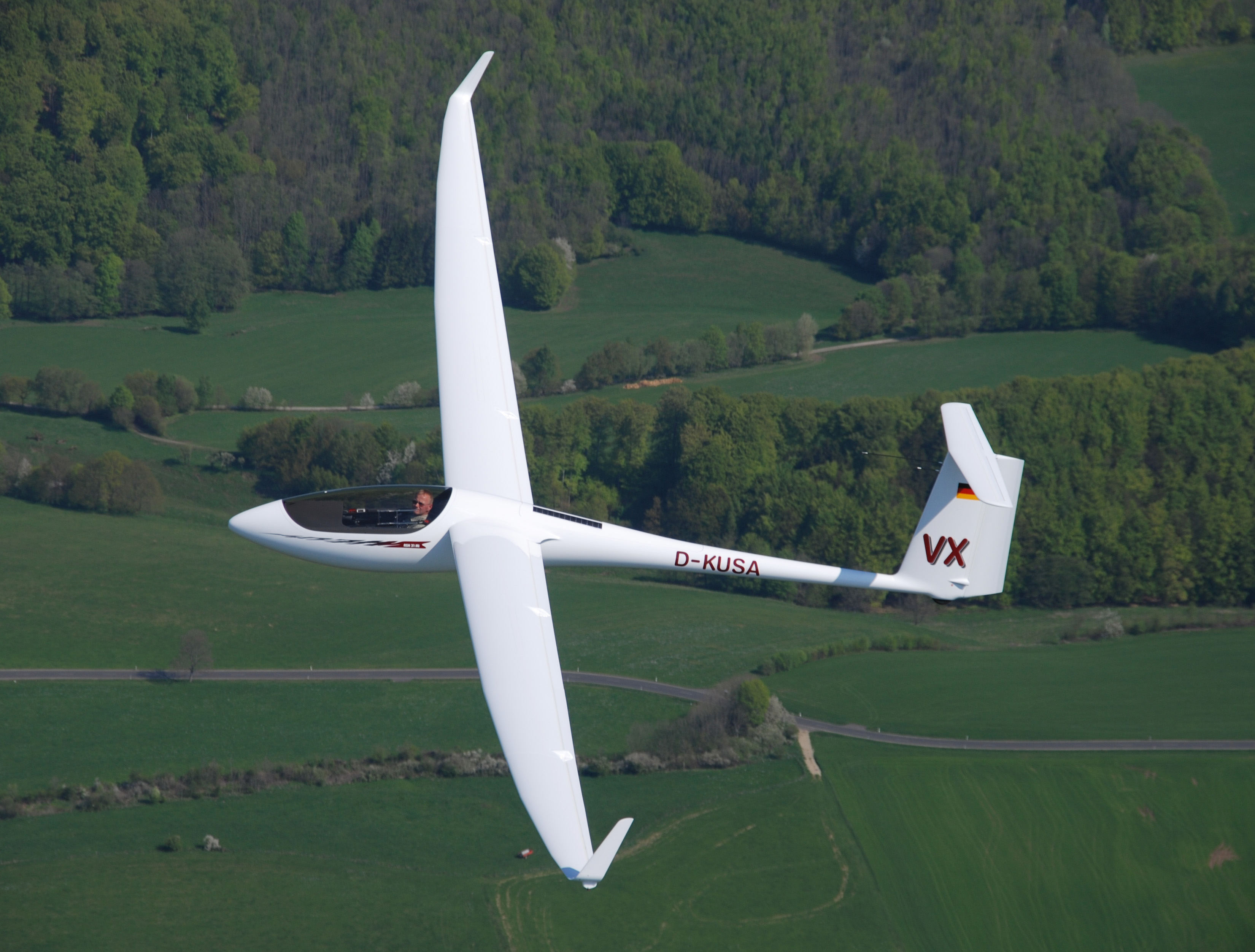
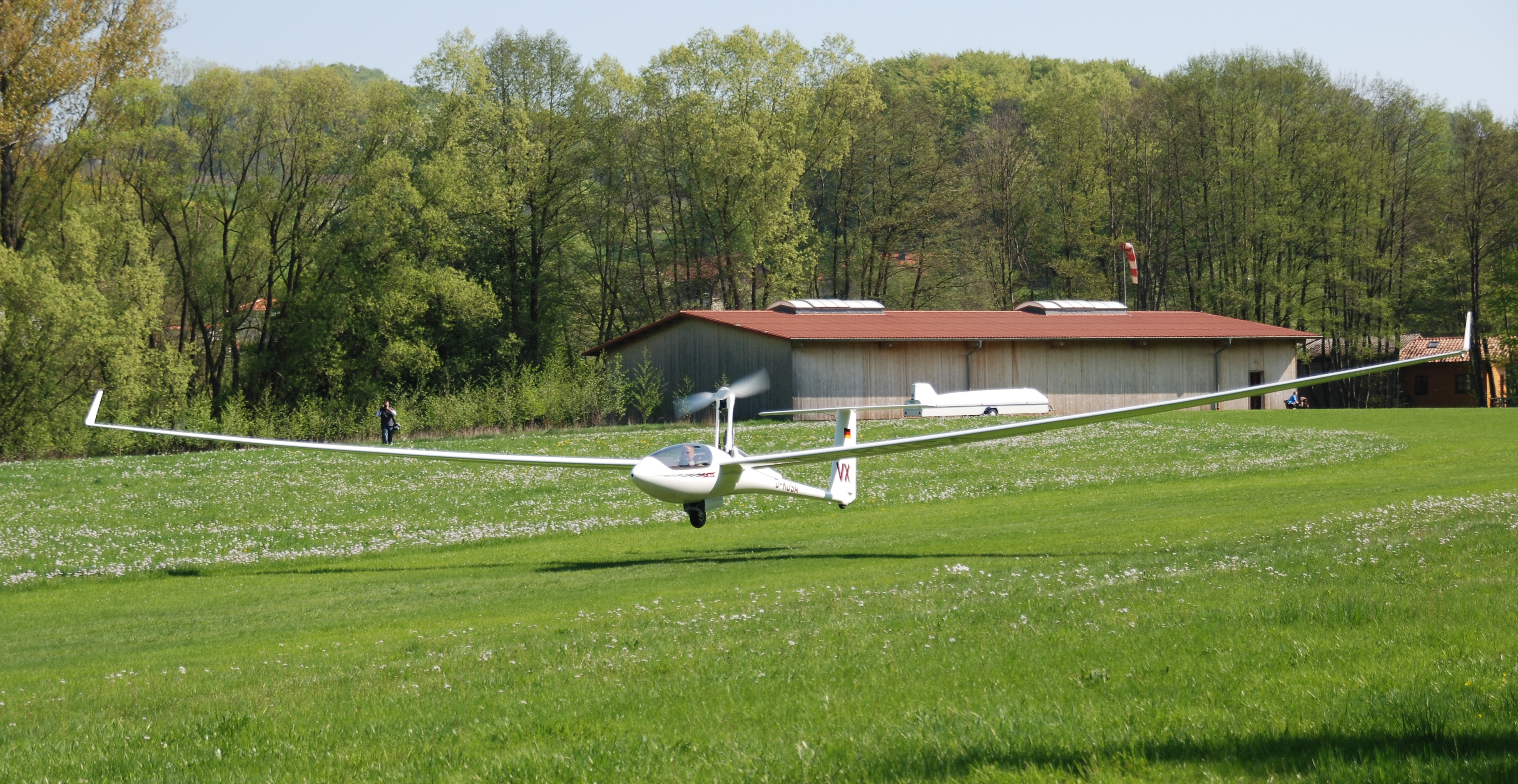

## Sources
- Revue Vol à Voile, mars-avril 2010 n°142
- site de constructeur de l'ASH 31 Mi
- EASA TCDS_A538_ASH31